# 斑颊靓唐纳雀
，是雀形目裸鼻雀科的一种鸟类。
斑颊靓唐纳雀体重约15克，翼长约72毫米，嘴峰长约11.6毫米，喙宽度约4.4毫米，喙厚度约5.2毫米，跗蹠长约19.3毫米，尾长约45.4毫米。斑颊靓唐纳雀在其分布区内为留鸟，其栖息在密集的高大树木组成的森林中，食性为杂食性。
斑颊靓唐纳雀分布于哥斯达黎加和巴拿马西部。该物种是单型物种，没有亚种分化。